# Henri Seyrig

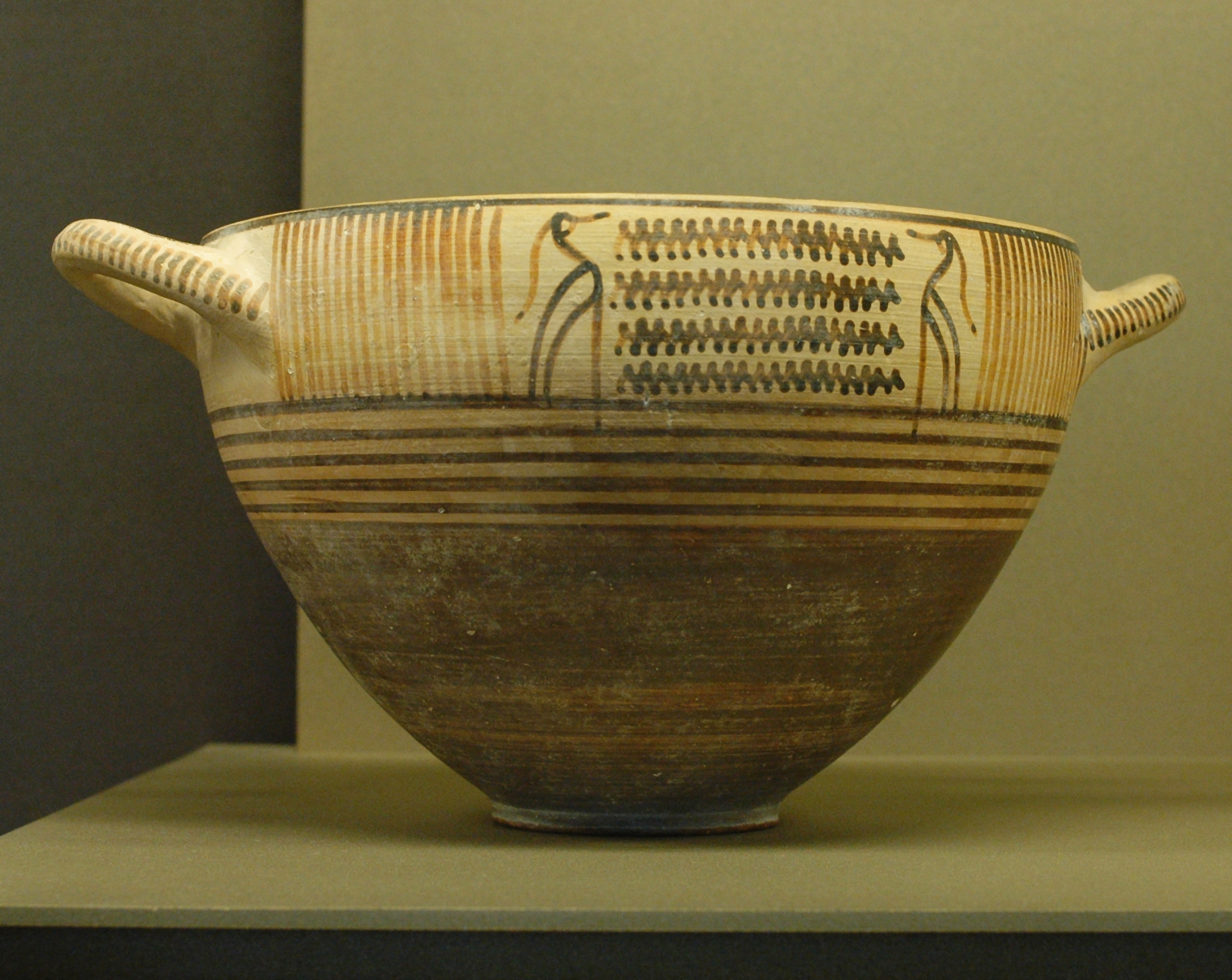
Korinthischer Skyphos, ca. 740 v. Chr.; Legat von Henri Seyrig an den Louvre

Henri Arnold Seyrig (geboren 10. November 1895 in Héricourt (Département Haute-Saône); gestorben 21. Januar 1973 in Neuchâtel) war ein französischer Archäologe, Numismatiker und Historiker. Er war ab 1929 der Direktor der Antikenverwaltung in den französischen Mandatsgebieten des Libanon und Syriens und Leiter des Institut français d’archéologie du Proche-Orient in Beirut.

## Leben
Henri Seyrig wurde als Sohn von Abel Seyrig (garde général des forêts) und Julia de Lacroix in eine großbürgerliche, calvinistische Familie geboren. Sein Großvater war der Ingenieur Théophile Seyrig. Im damals deutschen Elsass besuchte er zunächst eine deutsche Schule in Mülhausen, später ging er auf das protestantische Internat École des Roches in der Normandie. Seine englische Ausbildung erhielt Seyrig 1913 in Oxford.
Während des Ersten Weltkriegs war Seyrig als Soldat der französischen Armee in Verdun eingesetzt und wurde mit dem Croix de guerre ausgezeichnet. 1917 wurde er an die türkische Front bei Saloniki versetzt und kam dort mit der Welt der Antike in Berührung.
Nach dem Studium an der Sorbonne bei Victor Bérard (1864–1931) bestand er 1922 die Agrégation und gewann einen Wettbewerb als Mitglied der École française d’Athènes in Griechenland, wo er sieben Jahre blieb und 1928 deren Generalsekretär wurde.
1929 wurde Seyrig auf Empfehlung des Archäologen René Dussaud als Nachfolger von Charles Virolleaud zum „Directeur général des Antiquités de Syrie et du Liban“ in Beirut ernannt. Syrien und Libanon waren seit 1922 französische Mandatsgebiete. Seyrig verfasste das vom „Hochkommissar für Syrien und Libanon“ am 7. November 1933 erlassene Antikengesetz und dessen Ausführungsbestimmungen (Réglement sur les Antiquités), schuf Regeln für die Teilung der Funde und stellte die Grabungslizenzen aus. In Beirut (Musée national de Beyrouth, 1942) und Damaskus (Musée national de Damas, 1936) trug er zur Gründung der Museen bei sowie zu den Regionalmuseen in As-Suwaida im Hauran, Palmyra, Aleppo (1931) und Latakia. Bei den internationalen Großprojekten der Archäologie im Heiligtum von Baalbek, Palmyra und Krak des Chevaliers sorgte er jeweils dafür, dass die neuzeitlichen Besiedlung zu Gunsten der Ausgrabungen verdrängt wurde.
Nach der französischen Kapitulation im Juni 1940 in Europa und noch vor der britischen Besetzung Syriens und des Libanons im Juni 1941 ging Seyrig zunächst nach Mexiko und dann weiter nach New York und arbeitete dort für die Forces françaises libres. Nach Kriegsende kehrte er nach Beirut zurück und wurde für zwanzig Jahre Direktor des „Institut français d’archéologie du Proche-Orient“ (IFAPO). Seyrig hatte nun eine starke Bindung zu Forschungseinrichtungen in den USA und war zwischen 1964 und 1969 mehrfach Gastwissenschaftler am Institute for Advanced Study in Princeton. 1967 ging er in den Ruhestand und übersiedelte von Beirut in die Schweiz, sein Nachfolger in Beirut wurde Daniel Schlumberger.
Seyrig hatte 1930 Hermine de Saussure geheiratet. Die Tochter Delphine Seyrig, spätere Schauspielerin und Regisseurin, wurde 1932 in Beirut geboren.
Seyrig wurde 1952 Mitglied der Académie des Inscriptions et Belles-Lettres und 1955 korrespondierendes Mitglied der British Academy. Die Numismatiker ehrten ihn 1952 mit der Archer M. Huntington Medal und 1961 mit der Medaille der Royal Numismatic Society. Er war Mitglied der Ehrenlegion (Offizier).
Seyrig besaß eine große Sammlung byzantinischer Bleisiegel, die sich heute im Cabinet des Médailles in Paris befindet, einige Antiken aus seinem Besitz wurden dem Pariser Louvre gestiftet.

## Schriften (Auswahl)
- Antiquites syriennes. Serie 2–6. Geuthner, Paris 1934–1966.
- Cachets d’archives publiques de quelques villes de la Syrie romaine. Beirut 1940.